# Пионерская улица (Выборг)
Пионерская улица — улица в старой части Выборга, пролегающая от Крепостной улицы до перекрёстка с набережной 40-летия ВЛКСМ и набережной 30-го Гвардейского Корпуса. К улице примыкают Прогонная улица, проспект Ленина с парком имени Ленина, Трамвайный сквер, а также площади: Театральная и Рыночная.

## История
Застройка шведского Выборга, сформировавшаяся в XV веке, была хаотичной: вдоль извилистых средневековых улиц стояли бюргерские дома, главным образом деревянные. В 1640 году шведским инженером А. Торстенсоном с помощью землемера А. Стренга был составлен первый регулярный план Выборга, согласно которому город разделялся на кварталы правильной геометрической формы прямыми улицами, ширина которых, в основном, была равна 8,5 метров.  На этом плане и появилась впервые улица, ныне называющаяся Пионерской. Она относилась к территории Земляного города (или Вала, то есть жилых кварталов в Рогатой крепости, примыкавшей к Каменному городу). Но реализации плана мешало сохранение Средней крепостной стены, разделявшей город надвое: примыкавшие к стене кварталы имели неправильную форму, и огибавший их переулок оказался ориентированным на Круглую башню.  
После взятия Выборга русскими войсками в 1710 году на территории Рогатой крепости стали появляться одноэтажные постройки военного ведомства, а после обширного городского пожара 1738 года, когда погорельцы были расселены по предместьям — Выборгскому и Петербургскому форштадтам — вся Рогатая крепость была передана в ведение военных. Участок на всём протяжении переулка вдоль обветшавшей Средней стены занимало здание арсенала. 
С разборкой в Выборгской крепости остатков Средней стены во второй половине XVIII века было устранено препятствие для формирования прямоугольных городских кварталов, и после большого городского пожара 1793 года согласно генеральному плану, утверждённому в 1794 году императрицей Екатериной II, окончательно определилось направление выпрямленного переулка, соответствовавшее плану 1640 года. С конца XVIII века переулок превратился в границу плац-парада (Парадной площади, размеры которой оказались гораздо обширнее, чем предполагалось по плану 1794 года) с лютеранской церковью шведско-немецкого прихода в стиле русского классицизма в качестве архитектурной доминанты. 
В 1812 году Финляндская губерния, переименованная в Выборгскую, была присоединена к Великому княжеству Финляндскому в составе Российской империи, в результате чего языком официального делопроизводства в губернии снова стал шведский. На шведских картах того времени переулок именовался «Третьим»: швед. 3 Catharinatvärgatan — «Третий пересекающий Екатерининскую улицу» («Первым переулком» в тот период была улица Водной Заставы, а «Вторым» — нынешняя Краснофлотская улица). 
В 1830 году посетивший Выборг император Николай I приказал посадить по периметру плаца деревья. С этого началась озеленение переулка, продолженное согласно генеральному плану Выборга 1861 года, разработанному выборгским губернским землемером Б. О. Нюмальмом. Планом предусматривался снос устаревших укреплений Рогатой крепости и образование на их месте цепи бульваров как составной части сети новых широких и прямых улиц. Таким образом, продлённый до новой главной улицы города переулок стал улицей, отделяющей разбитый городской парк-эспланаду от сформированной Рыночной площади с Круглой башней.  

Первый регулярный план Выборга (1640-е годы)
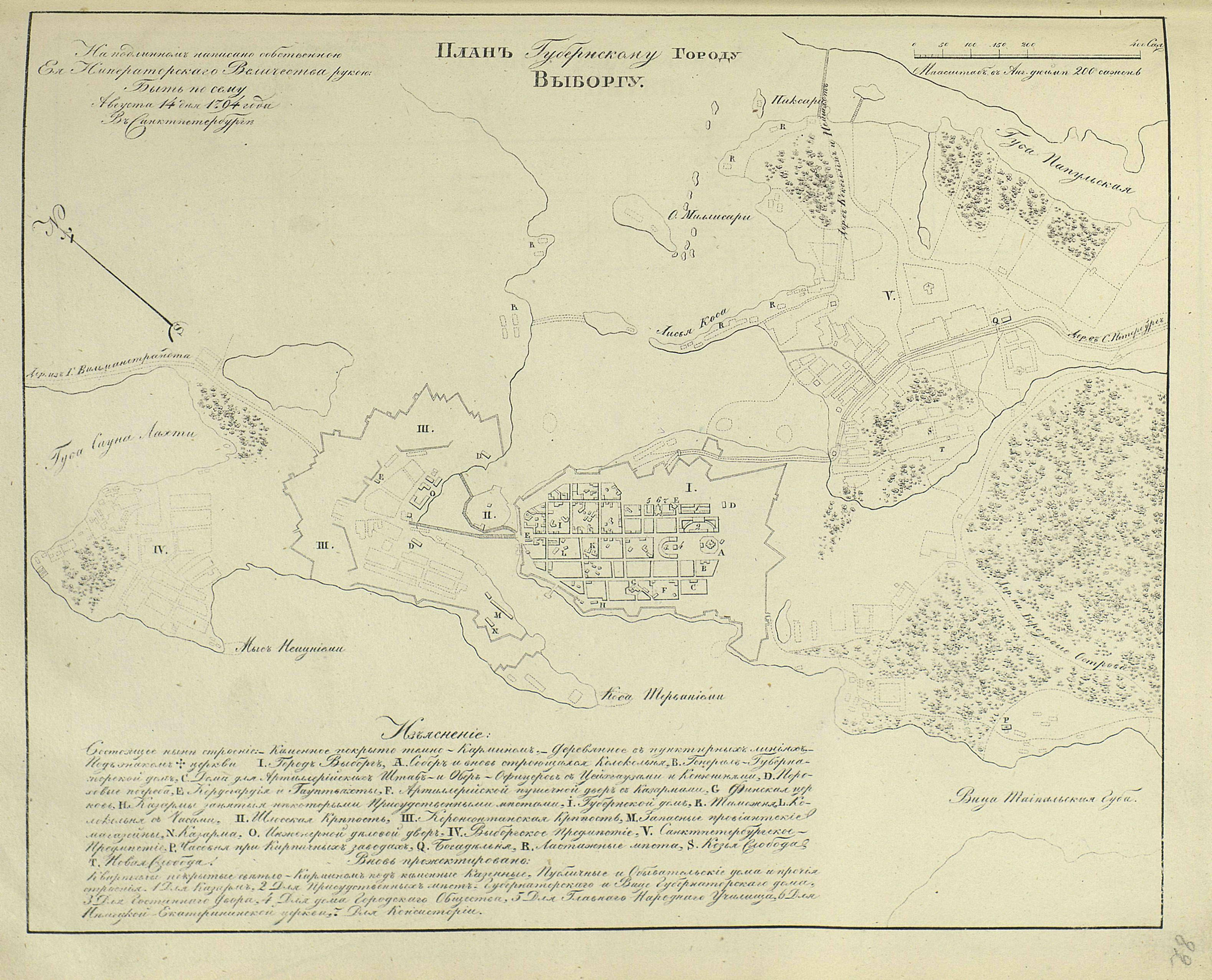
Генеральный план Выборга (1794 год)
План Выборга с предместьями 1802 года из «Атласа Финляндской губернии с уездами и городами и планами всем публичным строениям 1803 года»
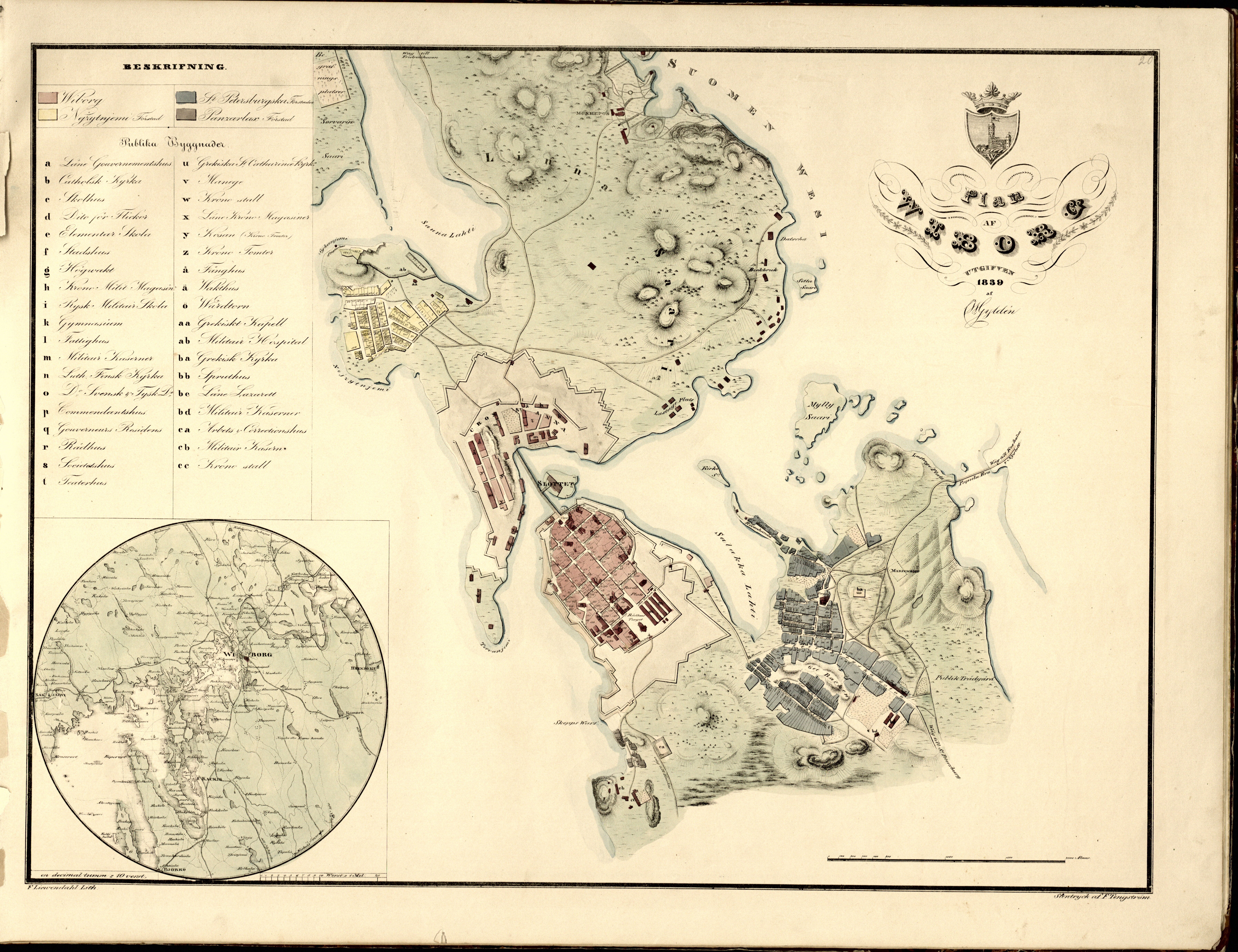
Шведоязычный план Выборга 1839 года
Генеральный план Выборга (1861 год)

После введения в 1860-х годах в официальное делопроизводство Великого княжества финского языка употреблялись названия улицы на трёх языках: Рыночная, швед. Torg gatan и фин. Torikatu; после провозглашения независимости Финляндии официальным стал финский вариант наименования. 
В 1880-х годах улица была доведена до выровненной набережной бухты Салакка-Лахти. Современная застройка улицы, в основном сформировавшаяся в начале XX века, помимо собора Святых Петра и Павла (архитекторы И. Брокман, Ю. М. Фельтен), включает бывшие банковских здания: монументальное по выборгским меркам здание банка Северных стран (архитектор В. Аспелин), а также здание Финляндского объединённого банка с торговым домом (архитекторы К. Г. Нюстрём, У. В. Ульберг) и отделение банка Финляндии (архитектор К. Г. Нюстрём). Первый банк построен в стиле неоренессанса, второй получил оформление в стилях неоренессанс и северный модерн, а последний — в стиле неоготики.
В 1912—1957 годах по улице пролегали маршруты Выборгского трамвая, а в 1930-х — 1980-х годах (с перерывами) располагалась конечная станция пригородных автобусов. На углу с Екатерининской улицей в 1920 году произошла крупнейшая в Финляндии трамвайная авария.
Застройке улицы был нанесён ущерб в ходе советско-финских войн (1939—1944), но в послевоенное время здания были отремонтированы. Сохранилось историческое дорожное покрытие — брусчатка. В период вхождения Выборга в состав Карело-Финской ССР в 1940—1941 годах использовались таблички и вывески на финском и русском языках. А после передачи Выборга в 1944 году в состав Ленинградской области улице дано современное название — в честь всесоюзной пионерской организации. Долгое время такое же название носила и бывшая Парадная площадь, на которой проводились детские праздничные и развлекательные мероприятия (ныне — Театральная). 
С 2008 года, после разделения всей территории Выборга на микрорайоны, Пионерская улица относится к Центральному микрорайону города. Оформление улицы завершилось возведением в 1988—2009 годах международного делового центра «Виктория» с гостиницей и ресторанами на угловом с набережной участке (архитекторы Б. И. Юрин, О. А. Зайцева). За исключением гостиницы «Виктория», все здания, расположенные на улице, внесены в реестр объектов культурного наследия в качестве памятников архитектуры.
В 2018 году в примыкающем к Пионерской улице небольшом треугольном сквере, отделённом от основной части Театральной площади Банковским проездом, был сооружён памятник Выборгскому трамваю — изготовленный на Выборгском судостроительном заводе макет в натуральную величину, украшенный статуями вагоновожатого и мальчика-безбилетника. В связи с этим сквер получил название Трамвайного. Другой достопримечательностью стала установленная в том же году в парке Ленина скульптурная композиция «Рыцари и Дама сердца».

## Изображения

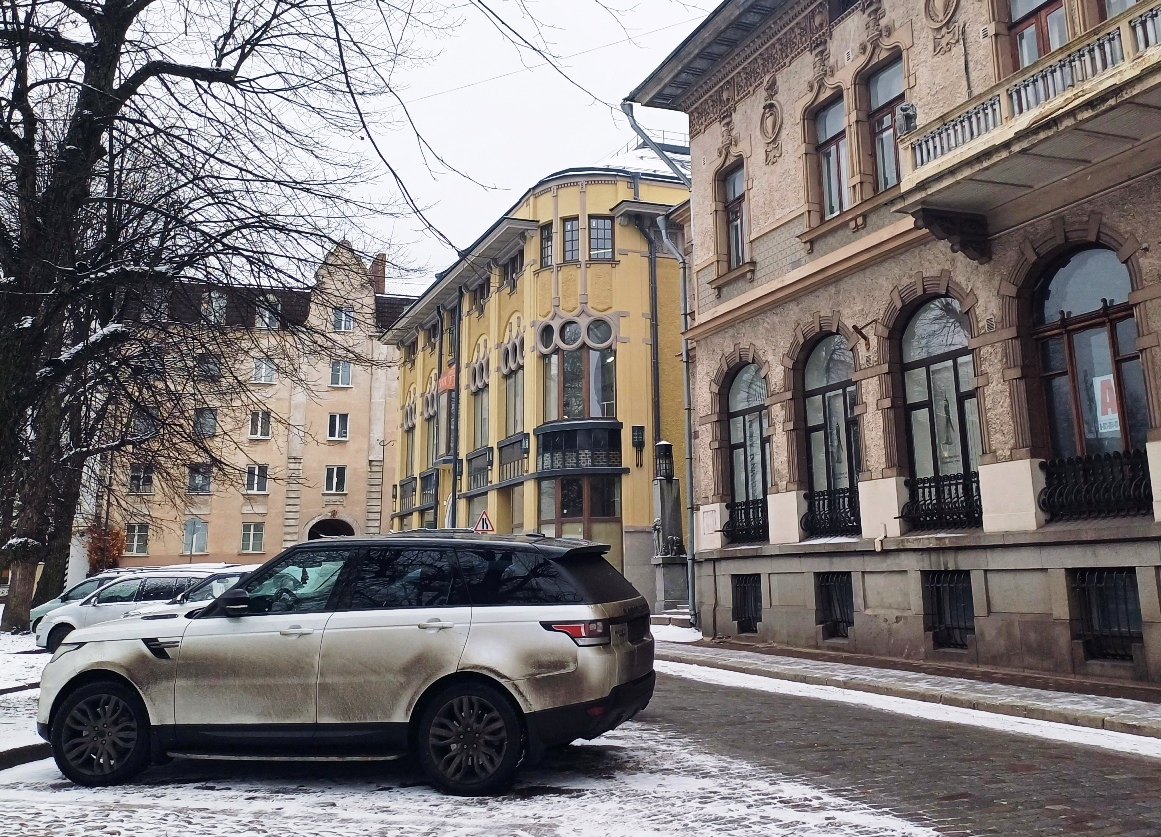
Здания торгового дома и операционного зала Финляндского объединённого банка
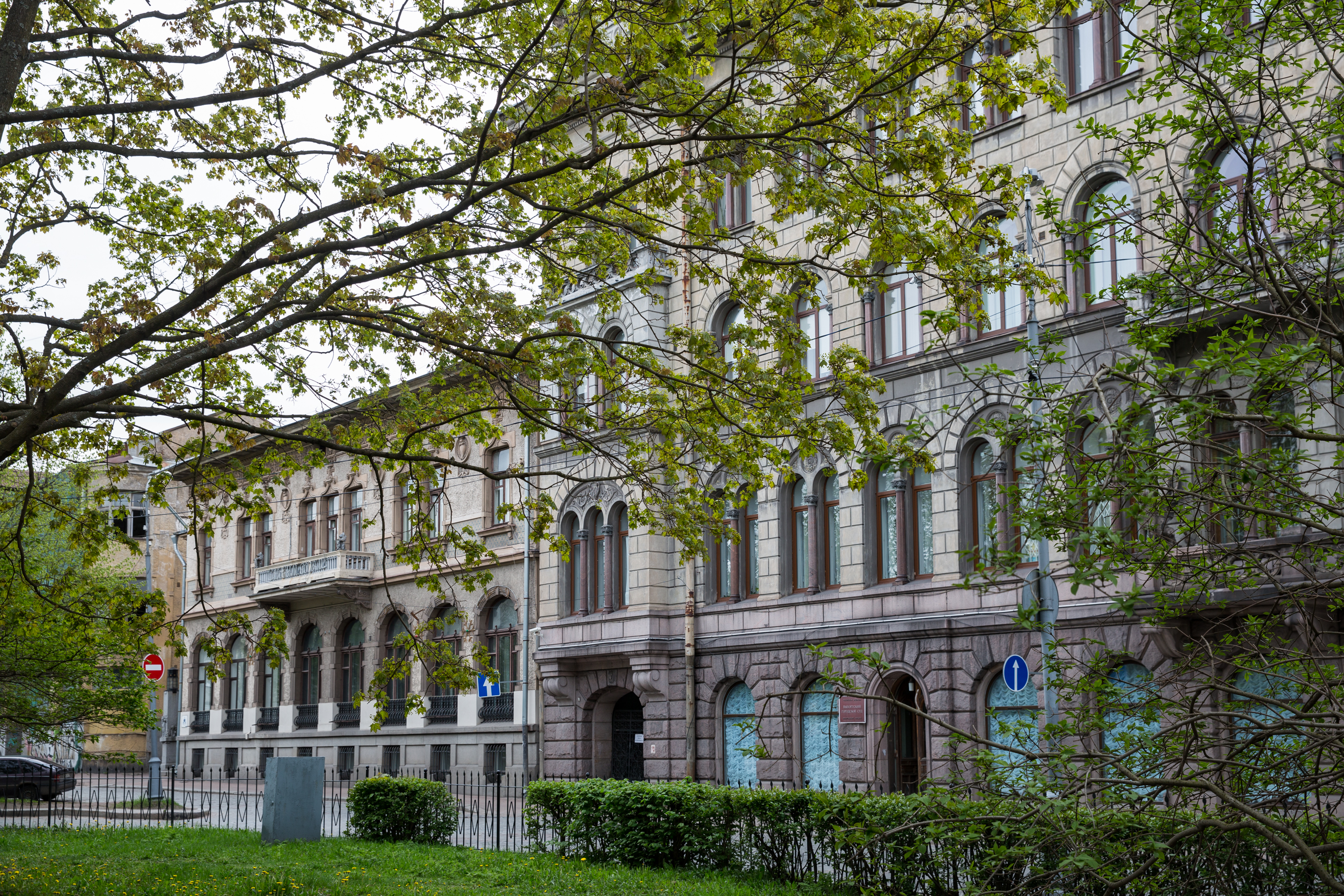
Здания Финляндского объединённого банка и банка Северных стран
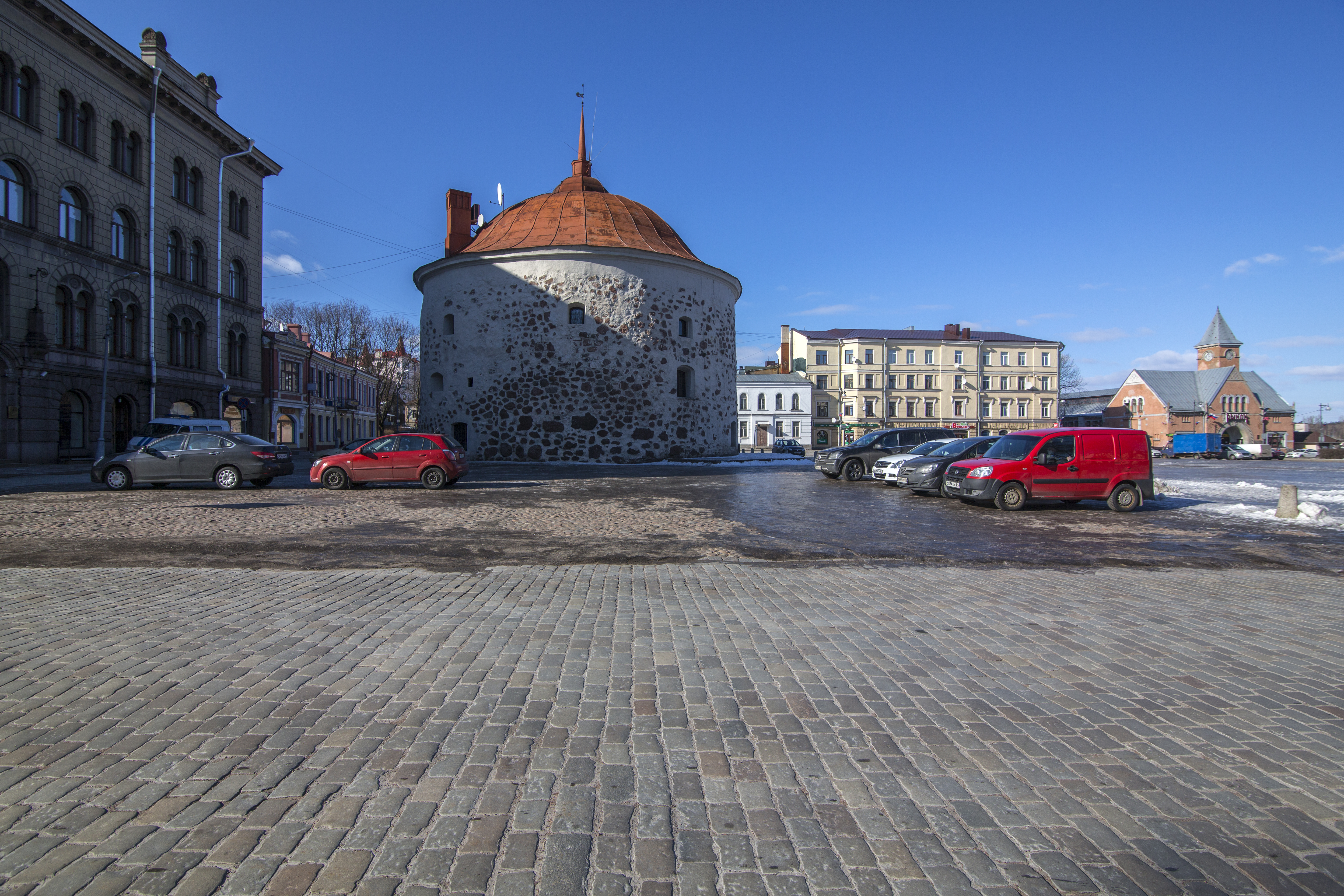
Брусчатка и вид на Рыночную площадь
Часть композиции «Рыцари и Дама сердца»
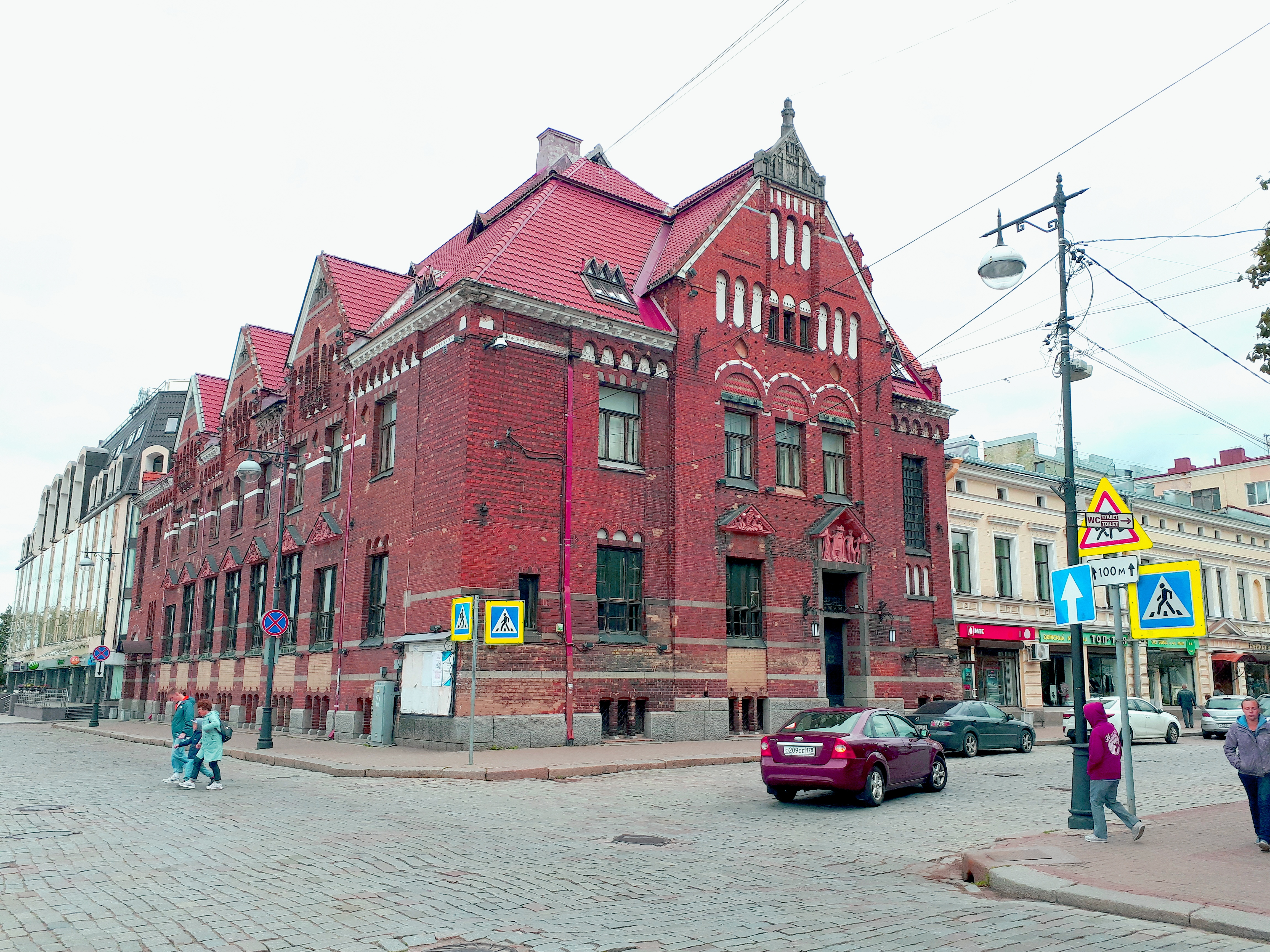
Здание банка Финляндии
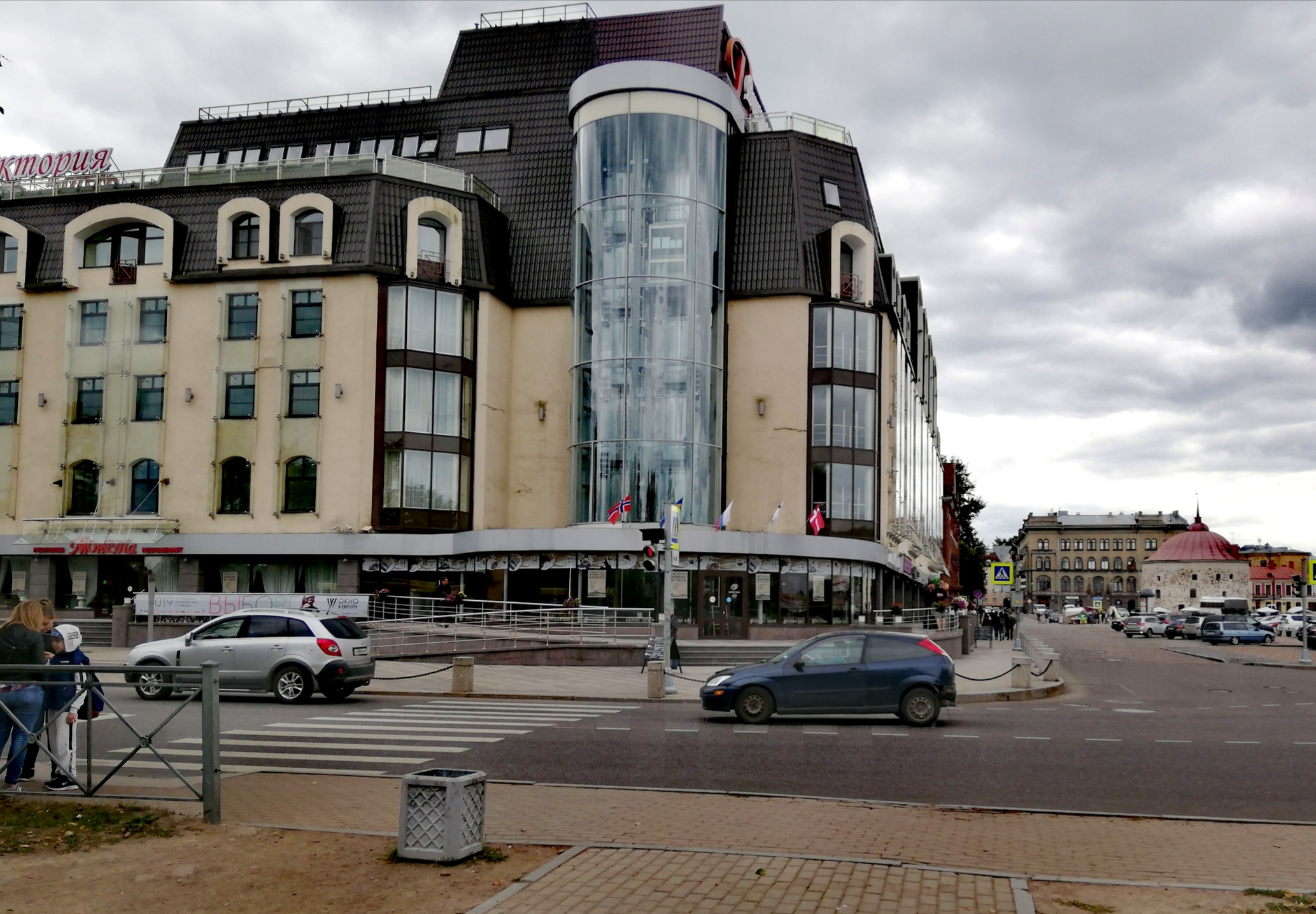
Гостиница «Виктория»